# تابع افراز (نظریه اعداد)

مقادیر از تابع افراز (۱، ۲ ، ۳، ۵ ، ۷، ۱۱، ۱۵ و ۲۲) را می‌توان با شمارش نمودارهای یانگ برای افرازهای اعداد ۱ تا ۸، تعیین کرد.

در نظریه اعداد، تابع افراز {\displaystyle p(n)}، نمایانگر تعداد افرازهای ممکن یک عدد صحیح غیر منفی n است. به عنوان مثال، {\displaystyle p(4)=5} زیرا عدد صحیح ۴ دارای پنج افراز است: ۱ + ۱ + ۱ + ۱، ۱ + ۱ + ۲، ۱ + ۳، ۲ + ۲ و ۴.